# Jazz (album)
Jazz er det syvende album fra det engelske rock-band Queen. Albummet blev udgivet d. 10. november 1978.
Diskohittet "Don't Stop Me Now" udkom 5. januar 1979. Dengang sangen udkom, blev den ikke godt modtaget, men ses i dag som et af Queen's største hits, kun overgået af "Bohemian Rhapsody", begge sange er skrevet af Freddie Mercury.
"Bicycle Race"/"Fat Bottomed Girls" udkom 13. oktober 1978.
"Mustapha"/"Jealousy" udkom i april 1979.
- Freddie Mercury - Vokal, kor, klaver.
- Brian May - Guitar, kor, klaver.
- Roger Meaddows-Taylor - Trommer, kor.
- John Deacon - Bass.

## Spor
1. "Mustapha" - 03:01
2. "Fat Bottomed Girls" - 04:16
3. "Jealousy" - 03:13
4. "Bicycle Race" - 03:01
5. "If You Can't Beat Them" - 04:15
6. "Let Me Entertain You" - 03:01
7. "Dead On Time" - 03:23
8. "In Only Seven Days" - 02:30
9. "Dreamer's Ball" - 03:30
10. "Fun It" - 03:29
11. "Leaving Home Ain't Easy" - 03:15
12. "Don't Stop Me Now" - 03:29
13. "More Of That Jazz" - 04:16